# Puncturella caryophylla
Puncturella caryophylla är en snäckart som beskrevs av Dall 1914. Puncturella caryophylla ingår i släktet Puncturella och familjen nyckelhålssnäckor. Inga underarter finns listade i Catalogue of Life.